# Llangyfelach
Llangyfelach est un village et une communauté de la cité et comté de Swansea, au pays de Galles.

## Géographie
Llangyfelach est situé à 6 km au nord du centre-ville de Swansea. L'autoroute M4 passe au nord du village.

## Démographie
Au recensement de 2011, la communauté de Llangyfelach comptait 2 510 habitants.